# Espace métrisable
Cet article court présente un sujet plus développé dans : espace métrique et espace uniforme.
En mathématiques, plus précisément en topologie générale, on dit qu'un espace topologique ou un espace uniforme est métrisable lorsque sa structure est induite par une distance ; on dit qu'il est ultramétrisable si cette distance est ultramétrique.